# Black Legions Metal
Albums de Torgeist & Vlad Tepes
March to the Black Holocaust 1995
Black Legions Metal est un album split par Torgeist et Vlad Tepes, deux groupes de black metal français appartenant au cercle des Légions Noires. Il fait suite au split publié l'année précédente, March to the Black Holocaust, et comporte en grande partie le même personnel, les musiciens de Bèlkètre (Aäkon Këëtrëh et Vordb) figurant également au line-up de Torgeist.

## Liste des titres
| No  | Titre                                             | Durée |
| --- | ------------------------------------------------- | ----- |
| 1.  | March of the Black Assemblies                     | 1:41  |
| 2.  | Sweet Death                                       | 2:24  |
| 3.  | Flame of Hate                                     | 3:10  |
| 4.  | My Soul for Your Victory                          | 3:20  |
| 5.  | Bloody Tears                                      | 3:24  |
| 6.  | Time of Sabbath                                   | 2:35  |
| 7.  | Raven's Hike                                      | 3:44  |
| 8.  | Abyssic and Funeral Symphony - An Ode to Our Ruin | 3:49  |
| 9.  | In Holocaust to the Natural Darkness              | 3:00  |
| 10. | Tepes - The Unweeping                             | 7:59  |
| 11. | Warmoon Lord                                      | 4:44  |